# Mercedes Fernández
Mercedes Fernández (* 3. Dezember 1980) ist eine ehemalige argentinische Gewichtheberin.
Sie erreichte bei den Südamerikameisterschaften 2000 in Santa Fe den fünften Platz in der Klasse bis 58 kg. 2003 wurde sie bei den Panamerikanischen Spielen in Santo Domingo Sechste in der Klasse bis 63 kg. Bei den Weltmeisterschaften im selben Jahr in Vancouver belegte sie Platz 23. 2006 wurde sie vom Weltverband IWF wegen eines Dopingverstoßes bis 2008 gesperrt.